# 安中警察署
安中警察署（あんなかけいさつしょ）は、群馬県警察が管轄する警察署の一つである。

## 所在地
- 群馬県安中市原市707-2

## 管轄区域
- 群馬県安中市

## 沿革
- 2010年（平成22年）4月1日 - 松井田警察署を統合して、当署の松井田分庁舎に組織を変更する。

## 組織
- 警務課 - 警務係、警察安全相談係、犯罪被害者支援係
- 会計課 - 会計係
- 生活安全課 - 生活安全係
- 地域課 - 地域係
- 刑事課 - 総務係、刑事係、鑑識係
- 交通課 - 交通係
- 警備課 - 警備係

## 分庁舎
- 松井田分庁舎（安中市松井田町新堀1111）

## 交番
- 松井田交番（安中市松井田町新堀1111 松井田分庁舎内）
- 安中交番（安中市板鼻2200-11）

## 駐在所
- 鷺宮駐在所（安中市鷺宮3134-1）
- 秋間駐在所（安中市東上秋間1484-3）
- 中後閑駐在所（安中市中後閑1531-1）
- 磯部駐在所（安中市磯部三丁目7-10）
- 新井駐在所（安中市松井田町新井393-1）
- 横川駐在所（安中市松井田町横川327-4）
- 原駐在所（安中市松井田町原407-3）
- 二軒在家駐在所（安中市松井田町二軒在家784-1）